# Comuna Pavel Banea, Stara Zagora
Pavel Banea (în bulgară Павел Баня) este o comună în regiunea Stara Zagora, Bulgaria, formată din orașul Pavel Banea și satele Aleksandrovo, Asen, Dolno Sahrane, Gabarevo, Gorno Sahrane, Manolovo, Osetenovo, Skobelevo, Tăja, Tărniceni, Viden și Turia. 

## Demografie
Componența etnică a comunei Pavel Banea
     Romi (11,99%)
     Turci (31,37%)
     Bulgari (50,89%)
     Nicio identificare (5,22%)
     Altele (0,51%)
La recensământul din 2011, populația comunei Pavel Banea era de 14.186 locuitori. Din punct de vedere etnic, majoritatea locuitorilor (50,89%) erau bulgari, existând și minorități de turci (31,37%) și romi (11,99%). Pentru 5,22% din locuitori nu este cunoscută apartenența etnică.